# Супердевушка
«Супердевушка» (англ. Supergirl) — британский кинофильм режиссёра Жанно Шварца, вышедший на экраны 19 июля 1984 года. Является спин-оффом фильмов про Супермена  с Кристофером Ривом в главной роли. К роли Джимми Олсена вернулся актёр Марк Макклюр, исполнивший персонажа во всех фильмах тетралогии 1978—1987 годов о Супермене. 
Бюджет фильма составил 35 млн долларов, а кассовые сборы - чуть более 14 млн.

## Сюжет
Кара Зор-Эл, двоюродная сестра Кал-Эла и племянница Джор-Эла, живет в Арго-Сити, изолированном криптонском сообществе, которое пережило разрушение планеты, будучи перенесенным в карман межпространственного пространства, называемый «Внутренним пространством». Залтар, волшебник, позволил Каре увидеть уникальный и чрезвычайно могущественный предмет, известный как «Омегаэдр», который он позаимствовал без ведома городского правительства и от которого зависит сила Арго. Однако несчастный случай приводит к тому, что Омегаэдр улетает в космос. Взяв корабль, Кара следует за Омегаэдром на Землю, в процессе превращаясь в Супергерл, чтобы вернуть его и спасти Арго-Сити.
На Земле Омегаэдр получает Селена, жаждущая власти потенциальная ведьма, которой помогает беспомощная Бьянка, стремящаяся освободиться от отношений с чернокнижником Найджелом. Не зная точно, что это такое, Селена быстро понимает, что Омегаэдр могущественен и может дать ей истинную магию. Кара прибывает на Землю и получает новые силы от окружающей среды и излучения солнца. В поисках Омегаэдра она создает псевдоним Линды Ли, якобы двоюродной сестры Кларка Кента, и поступает в школу для девочек, где заводит дружбу с Люси Лейн, младшей сестрой Лоис Лейн, которая случайно учится там. Кара также знакомится и влюбляется в Итана, школьного садовника.
Итан также попадается на глаза Селене, которая опаивает его любовным зельем, которое заставит его влюбиться в первого человека, которого он увидит за день. Итан приходит в сознание в отсутствие Селены и бродит по улицам. Разгневанная Селена использует свои новообретенные способности, чтобы оживить строительную машину, чтобы забрать Итана, вызывая при этом хаос. Супергерл в обличье Линды спасает Итана, и он влюбляется в нее.
Супергерл и Селена вступают в бой. Селена захватывает Итана, затем заманивает Супергерл в ловушку и отправляет ее в Фантомную зону, тюремное измерение. Теперь бессильная, Супергерл бродит по унылому ландшафту и чуть не тонет в маслянистом болоте. В конце концов, она встречает Залтара, который сослал себя в Фантомную зону в наказание за потерю Омегаэдра. Залтар помогает Каре сбежать, жертвуя для этого своей жизнью. Тем временем на Земле Селена использует Омегаэдр, чтобы стать «принцессой Земли», а Итана сделать ее любовником и супругом.
Выйдя из Фантомной зоны через зеркало, Супергерл восстанавливает свои силы и противостоит Селене, которая использует Омегаэдр, чтобы вызвать гигантского теневого демона. Демон находится на грани победы над Супергерл, когда та слышит голос Залтара, призывающий ее сражаться дальше. Супергерл вырывается на свободу, и Найджел говорит ей, что единственный способ победить Селену - это обратить демона против нее. Супергерл подчиняется и создает сфокусированный вихрь, который заманивает Селену в ловушку, где её затем атакует демон и выводит из строя, когда вихрь затягивает и Бьянку. Троих засасывает через зеркальный портал, который быстро меняется, заманивая их всех в ловушку навсегда. Освободившись от чар Селены, Итан признается в своей любви к Линде, зная, что она и Супергерл - одно лицо. Он также понимает, что она должна спасти Арго-Сити и что он может больше ее не увидеть. Кара возвращает Омегаэдр в затемненный Арго-Сити, который затем снова освещается.

## В ролях
- Хелен Слейтер — Кара Зор-Эль / Супердевушка / Линда Ли
- Фэй Данауэй — Селена
- Питер О’Тул — Залтар
- Харт Бокнер — Итан
- Миа Фэрроу — Алура
- Бренда Ваккаро — Бьянка
- Питер Кук — Найджел
- Саймон Уорд — Зор-Эль
- Марк Макклюр — Джимми Олсен
- Морин Тифи — Люси Лейн
- Дэвид Хили — мистер Дэнверс
- Мэтт Фрюэр — Эдди, водитель грузовика
- Кристофер Рив — Супермен (фото) камео

## Номинации
«Золотая малина» 1985
- Номинации (2)
  - «Худшая женская роль» (Фэй Данауэй)
  - «Худшая мужская роль » (Питер О’Тул)

«Сатурн» 1985
- Номинации (1)
  - «Лучшая женская роль» (Хелен Слейтер)